# Pays constitutif
Un pays constitutif ou nation constitutive est une subdivision territoriale reconnue comme un pays ou nation non indépendant qui fait partie d'une entité plus vaste, notamment d'un État unitaire souverain et indépendant, qui lui accorde un statut d'autonomie territoriale en tant que région autonome, se traduisant par un degré plus ou moins important d'autogouvernance, comme c’est le cas, par exemple, au sein du Royaume-Uni ou du Danemark.
En revanche, la création d'un État fédéral résulte, bien souvent, d'une union entre États souverains, appelés alors « États fédérés » ou, éventuellement, « États associés ».

## Utilisation du terme
On parle parfois, en français, de « nation constitutive », mais, en France, le terme « nation » renvoie plutôt à la République qu'à un groupe territorio-culturel ; l'expression « pays constitutif » est alors plus appropriée. « Pays constitutif » traduit mieux les langues où cette notion juridique est effectivement employée, comme au Royaume-Uni. Dans le cas de la Polynésie française, le gouvernement français utilise l'expression de « pays d'outre-mer » (à ne pas confondre avec les pays d'aménagement du territoire français).

## Liste des pays constitutifs

### Danemark
Le royaume de Danemark se compose de trois pays constitutifs :
- Danemark ;
- Îles Féroé ;
- Groenland.

### Finlande[réf.nécessaire]
- Îles Åland ;
- Finlande.

Les documents officiels utilisent les termes landskap (suédois) et maakunta (finnois), signifiant « province », pour désigner Åland, alors que les autres « provinces » sont appelées lääni en finnois, c'est-à-dire « région ». La forme longue d'Åland est Landskapet Åland (« province d'Åland ») en suédois et Ahvenanmaan maakunta (« province des îles d'Åland »).
Quant à la traduction française, le terme utilisé est « État libre associé » à la Finlande.

### France
- France ;
- Nouvelle-Calédonie ;
- Polynésie française.

Concernant ces deux derniers pays constitutifs, la République française n'utilise pas cette expression, lui préférant celle de « pays d'outre-mer ».
Compte tenu de son haut degré d'autonomie, la Polynésie française est désignée sous le terme de « pays d'outre-mer » par l'article 1er de la loi organique du 27 février 2004, qui régit actuellement le statut de ces archipels du Pacifique. On rencontre parfois également à tort « province d'outre-mer »[réf. nécessaire], expression absente des textes réglementaires ou législatifs français et polynésiens. Cependant, il résulte des débats parlementaires ayant précédé le vote de cette loi que cette appellation n'a aucune valeur juridique et est purement nominale. En effet, juridiquement, la Polynésie française reste une collectivité d'outre-mer régie par l'article 74 de la Constitution. Le Conseil constitutionnel, dans sa décision no 2004-490 DC du 12 février 2004, a confirmé que la dénomination de « pays d'outre-mer » n'emportait « aucun effet de droit » (sauf pour le statut spécifique transitoire accordé à la Nouvelle-Calédonie et reconnu par la Constitution, laquelle organise deux législations parallèles mais indépendantes, l'une de droit commun, l'autre de droit coutumier en ce qui concerne les compétences exclusives de l'État en matière de gestion du territoire et de citoyenneté).

### Pays-Bas
Depuis le 10 octobre 2010, le royaume des Pays-Bas se compose de quatre États autonomes : 
- Aruba ;
- Curaçao ;
- Pays-Bas ;
- Saint-Martin.

L'ancien pays constitutif des Antilles néerlandaises est dissous en octobre 2010. Il en résulte deux nouveaux pays constitutifs, Curaçao et Saint-Martin, tandis que les autres îles (Bonaire, Saint-Eustache et Saba) constituent des communes néerlandaises à statut particulier mais rattachées au pays constitutif Pays-Bas.

### Nouvelle-Zélande
Le royaume de Nouvelle-Zélande se compose de trois pays constitutifs :
- Îles Cook ;
- Niue ;
- Nouvelle-Zélande.

Les Îles Cook et Niué sont des États en libre association avec la Nouvelle-Zélande. Autonomes, ils demeurent de jure sous la souveraineté de la Couronne de Nouvelle-Zélande.

### Royaume-Uni
Le Royaume-Uni est formé de quatre nations constitutives (anglais : nations ou countries of the United Kingdom, littéralement « pays du Royaume-Uni ») :

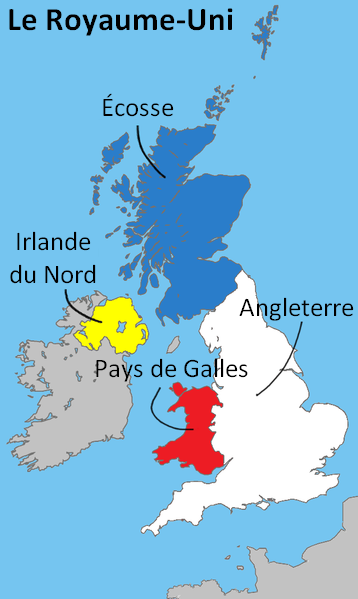
Carte des nations constitutives du Royaume-Uni.

- Angleterre ;
- Écosse ;
- Pays de Galles ;
- Irlande du Nord